# 카헤티 왕국
카헤티 왕국(조지아어: კახეთის სამეფო 카헤티스 사메포)는 조지아 동부에 있던 중세 후기/근세 군주국이며, 첫 번째는 그레미를 그 다음에는 달라비를 왕국의 수도로 하여 카헤티 지방에 집중되어 있었다. 그 왕국은 1465년에 조지아 왕국의 3분할의 과정에서 생겨났고, 1762년에 카헤티와 카르틀리의 이웃 조지아 왕국이 바그라티오니 왕조의 카헤티 왕가의 후손으로 왕조 승계를 통하여 통일될 때까지, 몇번의 짧은 휴지 기간이 있었다. 대부분 소용돌이 치는 그 왕국의 역사 기간 내내, 카헤티는 페르시아의 공납국었지만, 제국의 세력 범위에 들기를 꺼려하는 조지아 왕국을 가지려는 제국의 노력은 연속적인 군사 충돌과 추방의 결과를 가져다 줬다.

## 초기 역사
카헤티 왕국의 발생은 15세기 중반에서부터 조지아가 골육상잔의 비극에 휘말리게 되며 분할로 나가는 첫 단계였다. 게오르게 8세 왕 자신이 왕위 강탈자가 되어, 1465년에 삼츠헤의 공작인 왕의 도전적인 신하 큐바르큐바레 3세에 의해 생포되었고, 바그라트 6세의 우위로 폐위된 다음에 비극이 시작됐다. 그 후에 그는 카헤티의 이전 왕자 봉토하고 알라자니와 이오리강 계곡을 중심으로 한 조지아의 가장 동쪽 지방에 그 스스로 독립 통치 체체를 구축했고 그 곳에서 1476년에 그가 죽을 때까지 , 반-왕 태도를 고수했다. 그런 난관들에 의해 당황스러웠던, 축소된 조지아의 왕 콘스탄티네 2세는 모든 것에 대한 새로운 통수권의 승인을 강요 받았다. 그는 1490년에 게오르게 8세의 아들인 알렉산데르 1세를 동부 카헤티의 왕으로 인정했고, 1491년에 바그라트 6세의 아들인 스스로 카르틀리의 통제를 떠난 알렉산데르 2세를 이메레티 왕국의 왕으로 인정했으며, 그리하여 조지아 왕국의 3분할이 완료되었다.

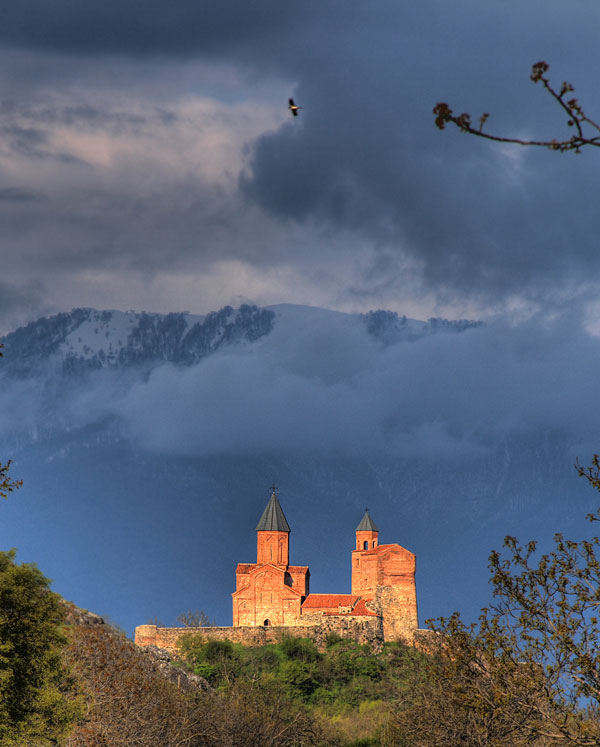
당시 폐허가 됐었던 그레미의 성관

다른 조지아의 정치 조직들과는 다르게, 카헤티는 당분간은 주요 외국의 침입과 중대한 내부 반란으로부터 모면되었다. 더군다나 중요한 길란-셰마카-아스트라한의 "비단길"의 측면을 접하고 있던 조지아의 다른 지역들에 비해 유리함을 지니고 있었다. 카헤티 정부는 동부 트란스캅카스와 이란의 경제 생활과 밀접한 관련이 있는 그 사업을 후원했으며 활발하게 가담했다. 카헤티의 광범위하게 경작된 비옥한 토지들은 원기왕성한 유대인, 아르메니아인들과 함께 합동하여 일궜으며, 그레미, 자게미, 카라가지, 텔라비의 상업 도시들인 페르시아의 식민지들은 분열된 조지아의 다른 지역에서는 관찰 할 수 없는 번영하는 결과를 낳았다. 그 기간 동안의 관계 안정은 군주의 권력을 강하게 했고 귀족 중 지지자들의 수도 증가시켰다.
오스만과 사파비조의 동양의 대 제국들의 출현에 위협을 느낀 카헤티의 왕은 균형 정치를 신중하게 펼칠 것을 설득했고, 남캅카스에서 타르키의 삼할에 대항하여 무스코비의 같은 종교를 믿는 통치자와 동맹을 맺으려고 노력했다. 1555년에 아마시아에서의 오스만-사파비조 간의 평화 논의로 카헤티는 사파비조 이란의 영향권 범위 안에 남겨지게 됐지만, 지방 통치자는 그들의 사파비조 대군주에게 기꺼이 협력할 의사를 표명함으로 상당한 독립성과 안정성이 유지되었다. 그럼에도 불구하고, 1589년에 카헤티의 알렉산데르 2세는 러시아의 표도르 2세챠르에 대한 충성을 공적으로 서약했지만, 사실상의 동맹은 단 한번도 실제로 실시되지는 않았다. 무슬림으로 개종한 아들 콘스탄티네 1세에 의해 자행된 1605년 이란측 지시의 일격에 의한 부친 알렉산데르의 살해로, 카헤티의 운명은 거꾸로 가기 시작했다. 카헤티 사람들은 부친살해범을 받아들이기 거부했으며 그를 타도했다. 사파비조 샤흐 아바스 1세가 마지못해 반역의 가담자로 그를 지목했고 1506년에 콘스탄티네의 조카 테이무라즈 1세가 새로운 왕이 되었다. 그리하여 사파비조와의 충돌속에서 테이무라즈의 길고도 험란한 통치 기간(1605~1648년)이 시작됐다.

## 이란의 패권

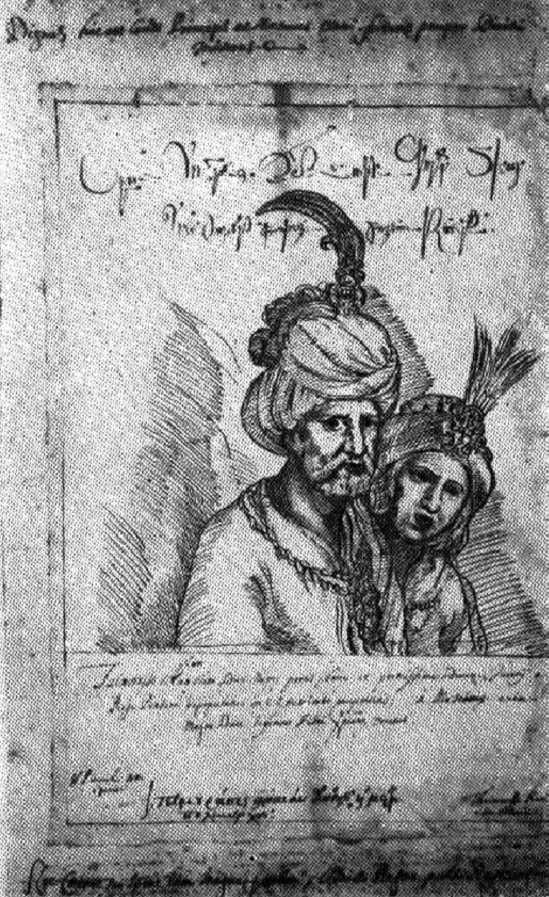
카헤티의 테이무라즈 1세와 그의 왕비 코라샨. 동시대의 로마 가톨릭 선교사 돈 크리스토포로 데 카스텔리의 앨범에서 나온 스케치

1610년대 중반에, 샤흐 아바스 1세는 조지아를 더 확고하게 사파비조 제국으로 가져오려는 노력을 재개했고 1614~1617년에 되풀이 되는 침략들로 카케티를 종속시켰다. 연속되는 조지아의 폭동과 이란의 보복으로, 6만~7만명이 살해당했고 10만명 이상의 카헤티인 소작농들이 이란으로 강제 이송되었다. 카케티의 인구의 2/3이 줄어들었다. 그레미와 자게미와 같이 한때 번성했던 도시들은 별볼일 없는 마을로 움츠러들었고, 농업은 위축되었고 상업 거래는 꽉 막혔다. 1648년에 들어 불요불굴의 타이무라즈는 마침내 카케티에서 축출되었다. 사파비조 정부는 카케티를 엄하게 통제했으며, 토착 인구를 유목민의 터키 부족들로 대체하는 정책을 실시했다. 같은 시기에 다게스타니의 산지 사람들이 카헤티의 국경 지대를 공격하기 시작했으며 그 지역의 식민지화를 시작하였다.
1659년에, 카헤티인들은 집단 봉기를 일으켜, 유목민들을 대학살 했고 그들의 나라를, 아들 아르칠을 카헤티의 왕으로 즉위시키려고 샤흐의 권한을 획득해 낸 카르틀리의 무슬림 조지아 왕 바흐탕 5세 샤흐-나와즈에게 인도했다. 당분간은, 동조지아의 두 왕국들은 샤흐-나와즈와 그의 아들 하에 사실상 통합되었고, 상대적 평화가 계속되었다. 이란의 침략에 의해 폐허가 된 그레미에 있는 텔라비의 마을을 그의 수도로 만들어, 아르칠은 재건 계획 실행에 착수했다. 그러나, 전도 유망한 상황은 잠시뿐이었다. 카헤티에서의 아르칠의 즉위는 아르칠이 속한 무크라니와 테이무라즈 1세의 등장으로 왕위를 빼앗긴 카케티 왕가의 두 바그라티오니 분계 가문들 사이의 경쟁의 시작을 의미했다. 카케티 왕가가 그들의 이슬람으로의 배교에 들던 비용으로 1703년에 가문을 재건하여 결국에는 왕위를 계승했고, 그 때부터, 그들의 사파비조 종주국으로의 기쁨을 누리며 통치했다. 그러함은 약간의 이득이 될 뿐이었고, 왕국은 그칠새 없는 마케스타니의 침입에 의해 계속해서 괴로움을 겪었다.
1724~1744년에, 카헤티는 연속적인 오스만과 이란의 점령으로 종속되었다. 그러나, 그러한 노역은 카헤티의 왕자 테이무라즈 2세에 의해 이란의 나데르 샤흐에게 제공되었고, 1743년에 카케티가 이란 황실에 과중한 공물의 진상을 무효화하는 결과를 가져왔다. 테이무라즈2세의 나데르에게의 협조는 그가 카케티와 카르틀리 양측 모두에서 그의 권력의 확보를 가능하게 했고, 그를 카르틀의 왕으로 그리고 그의 아들 에레클레 2세를 카케티의 왕으로 승인을 얻게 해주었다. 1745년에 두 군주는 모두 기독교 전례에 따라 수여되는 왕관을 썼다. 그들은 1747년 나르의 암살이 뒤따르게 되는 이란의 소동에 공을 세웠고 그들 스스로를 실제적인 독립 통치자로 확립했다. 드들의 통치는 나라의 안정에 도움이 되었다. 경제는 재생하기 시작했고 마게스타니의 공격은 줄어들었지만, 완전히 제거되지는 못했다. 1862년 1월 8일에 테이무라즈가 죽을 때 에레클레는 그를 계승했으며, 그리하여 근 3세기 만에 처음으로 동조지아는 단일 왕국으로 통일했다.

## 같이 보기
- 카헤티의 군주 목록